# Іпох
Іпох (малай. Ipoh) — місто в Малайзії, столиця штату Перак. Населення становить 710 тис. осіб (2010). Іпох став одним з головних міст Малайзії на рубежі XIX століття, завдяки видобуванню олова, що бурхливо розвивалося в регіоні. Тут збереглося декілька примітних будівель часів британського колоніального періоду, зокрема вокзал.

## Географія
Іпох розташований приблизно в 200 км від столиці країни — Куала-Лумпур, на березі річки Кінта, у місці впадання в неї декількох менших річок. Місто оточене вапняковими пагорбами, які простягаються від приміських районів га північний схід, схід і південний схід від міста. Д

### Клімат
Іпох лежить у екваторіальній кліматичній зоні. Температурні коливання протягом року незначні. Середня температура становить 27 °C. Середня кількість опадів — 2340 мм на рік. Найбільш дощовий місяць — листопад (320 мм), найпосушливіший — лютий (70 мм).
| Клімат Іпоха            | Клімат Іпоха | Клімат Іпоха | Клімат Іпоха | Клімат Іпоха | Клімат Іпоха | Клімат Іпоха | Клімат Іпоха | Клімат Іпоха | Клімат Іпоха | Клімат Іпоха | Клімат Іпоха | Клімат Іпоха | Клімат Іпоха |
| Показник                | Січ.         | Лют.         | Бер.         | Квіт.        | Трав.        | Черв.        | Лип.         | Серп.        | Вер.         | Жовт.        | Лист.        | Груд.        | Рік          |
| Абсолютний максимум, °C | 35           | 36           | 36           | 36           | 37           | 36           | 36           | 36           | 35           | 35           | 33           | 35           | 37           |
| Середній максимум, °C   | 32           | 33           | 33           | 33           | 33           | 33           | 32           | 32           | 32           | 31           | 31           | 31           | 32           |
| Середня температура, °C | 27           | 27           | 27           | 27           | 28           | 27           | 27           | 27           | 27           | 26           | 26           | 26           | 27           |
| Середній мінімум, °C    | 22           | 22           | 22           | 22           | 23           | 22           | 22           | 22           | 22           | 22           | 22           | 22           | 22           |
| Абсолютний мінімум, °C  | 17           | 17           | 17           | 20           | 21           | 21           | 20           | 20           | 20           | 20           | 20           | 18           | 17           |
| Норма опадів, мм        | 200          | 70           | 190          | 210          | 150          | 90           | 180          | 170          | 220          | 270          | 320          | 220          | 2340         |
| Вологість повітря, %    | 76           | 74           | 76           | 78           | 78           | 75           | 76           | 77           | 79           | 82           | 82           | 81           | 78           |
| ----------------------- | ------------ | ------------ | ------------ | ------------ | ------------ | ------------ | ------------ | ------------ | ------------ | ------------ | ------------ | ------------ | ------------ |
| Джерело: Weatherbase    |              |              |              |              |              |              |              |              |              |              |              |              |              |

## Населення
Іпох — четверте за величиною місто країни, населення складає 657 тис. осіб (2010 р.), населення міської території — 1144 тис. осіб. Національний склад: китайці — 70 %, малайці — 17 %, індійці — 12,5 % та інші етнічні групи — 0,5 %.

## Уродженці
- Фаузія Наві (1953) — малазійська акторка та режисер.

## Міста-партнери
- Індонезія Джок'якарта (спеціальний округ), Індонезія